# آاگ سی.۲
آاگ سی.۲ (به انگلیسی: AEG C.II) یک هواگرد ساختِ کارخانهٔ آاگ در کشور آلمان است. نخستین استفاده‌کنندهٔ این هواپیما لوفت‌اشترایت‌کرفته بوده‌است.